# مسجد خان شکی
مسجد خان شکی (ترکی آذربایجانی: Şəki xan məscidi) بنای تاریخی باقی مانده از دوران ایران قاجاری در شهر شکی آذربایجان واقع شده است. این مسجد با تصمیم شماره ۱۳۲ در تاریخ ۲ اوت سال ۲۰۰۱ توسط هیئت وزیران جمهوری آذربایجان در فهرست آثار غیرمنقول تاریخی و فرهنگی با اهمیت محلی قرار گرفت.
در ۷ جولای سال ۲۰۱۹، «مرکز تاریخی شکی همراه با کاخ خان» در فهرست میراث جهانی یونسکو قرار گرفت. مسجد خان شکی واقع در مرکز تاریخی شکی نیز در فهرست میراث جهانی ثبت شده است.

## تاریخ

### دوران اولیه
مسجد در سال ۱۱۸۳ هجری در دوران قاجاری و سلطنت آغا محمد خان قاجار در عصر قجر به درخواست خان شکی، محمدحسین خان ساخته شده است. پس از اتمام بنای مسجد، به همین مناسبت، شاعر حاجی محمد چلبی افندی زاری که در آن زمان زندگی می‌کرد، غزلی مشتمل بر ۹ بیت نوشت. و در این غزل تاریخ بنای مسجد را با ماده‌تاریخ نشان داده است. سلمان ممتاز منتقد ادبی دربارهٔ این غزل گفت که کلمه «ریاض العلما» تاریخ ساخت این مسجد بر اساس حساب ابجد است. هر دو تاریخ بر اساس حساب ابجد برابر با ۱۱۸۳ است که مربوط به سال ۱۷۷۰–۱۷۶۹ میلادی است.
بنا بر نوشته‌های سلمان ممتاز، این مسجد در ابتدا مسجد جمعه اول نامیده می‌شد. در سال ۱۷۸۰ محمد حسین خان در نبرد با حاجی عبدالقادر مجروح شد و مجبور به تسلیم شد. پس از یک هفته اسارت، او را با خفه کردن اعدام کردند. جنازهٔ او را در محراب مسجدی که ساخته بود به خاک سپردند. پس از آن مسجد را مسجد خان نامیدند.
در ۱۴ آوریل ۱۸۵۳ (در بسیاری از ماده‌تاریخ‌ها ۱۸۴۲/۴۳)، مسجد خان شکی همراه با بازار نوخا در آتش سوخت. به گفته مصطفی آقا شکیخانف، در آن زمان همراه با مسجد جمعه و بازار، خانه‌های اطراف مسجد نیز به آتش کشیده شد. پس از آتش‌سوزی، پدر مصطفی آقا، کریم آقا شکیخانف، اقدام به مرمت این مسجد کرد، اما به دلیل فوت شدن نتوانست این کار را به پایان برساند.

### تحت اشغال شوروی
پس از اشغال شوروی، از سال ۱۹۲۸ با سرعت به مبارزه با مذهب شروع شد. در دسامبر همان سال، کمیته مرکزی حزب کمونیست آذربایجان بسیاری از مساجد، کلیساها و کنیسه‌ها را برای استفاده در امور آموزشی به باشگاه‌ها واگذار کرد. اگر در سال ۱۹۱۷ در آذربایجان ۳۰۰۰ مسجد وجود داشت، در سال ۱۹۲۷ این تعداد ۱۷۰۰ مسجد و در سال ۱۹۳۳ به ۱۷ مسجد می‌رسید.مسجد خان شکی هم در این زمان به عنوان انبار پیله و «خانه روشنفکران» مورد استفاده قرار گرفت.
در ۶ مارس ۱۹۶۸ به دستور شورای وزیران اتحاد جماهیر شوروی آذربایجان، «ذخیره‌گاخ تاریخی-معماری دولتی یوخاری باش» در محله تاریخی یوخاری باش شکی تأسیس شد. مسجد شکی خان واقع در اینجا نیز به این ذخیره‌گاه تعلق دارد.
اگرچه پروژه مرمت مسجد در سال ۱۹۸۱ آماده شد، اما در سال‌های بعد هیچ کاری در این راستا انجام نشد.

### بعد از استقلال جمهوری آذربایجان
این مسجد با تصمیم شماره ۱۳۲ در تاریخ ۲ اوت سال ۲۰۰۱ توسط هیئت وزیران جمهوری آذربایجان در فهرست آثار غیرمنقول تاریخی و فرهنگی با اهمیت محلی قرار گرفت.
از سال ۲۰۰۱، بخش تاریخی شهر شکی به عنوان کاندیدای فهرست میراث جهانی یونسکو انتخاب شده است. در ۷ جولای سال ۲۰۱۹، «مرکز تاریخی شکی همراه با کاخ خان» در فهرست میراث جهانی یونسکو قرار گرفت. این تصمیم در چهل و سومین نشست کمیته میراث جهانی یونسکو که در مرکز کنگره باکو برگزار شد، اتخاذ شد. مسجد شکی خان واقع در مرکز تاریخی شکی نیز در فهرست میراث جهانی ثبت شده است.

#### مرمت
در ماه مه ۲۰۲۱، بنیاد حیدر علی اف کار مرمت مسجد شکی خان را آغاز کرد. قبل از مرمت، کارهای تحقیقاتی در اینجا توسط کارکنان مؤسسه باستان‌شناسی و قوم نگاری AMEA انجام شد. هیئت باستان‌شناسی را زائور حسنوف رهبری می‌کرد. در ۳ ژوئن ۲۰۲۱، هنگام حفاری زیر محراب، تکه سنگ در اندازه بزرگ کشف شد. کار مرمت در اینجا متوقف شد و پس از بررسی‌های هیئت باستان‌شناسی شکی، قبری در آن قسمت کشف شد. کشف ۵۲ منجوق و یک سر تسبیح برنزی در قبر، این احتمال را تأیید می‌کند که مدفون، فردی دارای مقام مذهبی یا دولتی بوده است. اشاره سلمان ممتاز به دفن خانِ شکی، محمد حسین خان مشتاق در زیر محراب مسجد خان در آثار خود و همچنین حقایق دیگر، منجر به بازرسی از بقایای آن شد. نمونه‌هایی از اسکلت کشف شده گرفته شد و برای تجزیه و تحلیل رادیوکربن و ژنتیک به آزمایشگاه دانشگاه آکسفورد فرستاده شد. تحقیقات و آنالیزهای ژنتیکی در بریتانیا، اتریش، استونی و ترکیه بر اساس نمونه‌های اسکلت کشف‌شده و نمونه‌های برگرفته از گورهای دیگر متعلق به خاندان خان در محوطه مسجد انجام شد. بر اساس نتایج تجزیه و تحلیل‌های آزمایشگاهی و نظر علمی مؤسسه باستان‌شناسی، قوم نگاری و مردم‌شناسی AMEA، تأیید شد که گور کشف شده متعلق به خانِ شکی، محمد حسین خان است.
کارهای مرمتی در حریم مجموعه مسجد با سفارش آژانس دولتی گردشگری بر اساس پروژه تهیه شده توسط دانشگاه معماری انجام شد. برای به دست آوردن تصویر اولیه از مجموعه مسجد، اندازه‌گیری‌های سه بعدی در مجموعه انجام شد. در حین مرمت، آجرهایی که به دلیل تأثیرات اقلیمی غیرقابل استفاده شده بودند، با آجرهای جدید جایگزین شدند. به منظور محافظت از آجرهای مناره در برابر فرسایش، یک لایه عایق با مصالح مخصوص ایجاد شد. پنجره‌ها و درهایی که محمدحسین خان در ساخت اولیه مسجد از آن استفاده کرده بود، مرمت شد.
از آنجایی که هیچ عکسی از سقف مسجد وجود ندارد، بر اساس تصمیم مشترک آژانس دولتی گردشگری و طراحان، سقف جدیدی در ساختار شبکه ای در سقف کاخ خان شکی نصب شد. دیوارهای داخلی و خارجی بنا بر اساس عکس‌های سال ۱۹۶۱ مرمت شد.
به جای حوض قدیمی واقع شده در صحن مسجد، حوض جدیدی ساخته شد. همچنین وضوخانه و اتاق‌های اداری نیز بنا شد. در اطراف چنارهای کاخ خان شکی و سایر درختان حیاط، منطقه حفاظتی ایجاد شده است. دروازه ورودی قدیمی و پلکان مسجد و سنگ قبرهای قبرستان خان واقع در قسمت جنوبی مسجد مرمت شد.
علاوه بر مسجد، چندین ساختمان اطراف آن مرمت شد و موزه ای در اینجا ایجاد شد. در اینجا اشیای محتلفی از دوره خانات شکی، نمونه‌های مادی-فرهنگی جمع‌آوری شده از منابع مختلف ارائه می‌شود. در طبقه اول موزه، ظروف مسی، لباس‌های ملی، جواهرات مربوط به دوره خانات شکی، آینه‌های دیواری تزئین‌کننده خانه‌های تجار شکی در قرن هجدهم، صندوقچه و نمونه‌هایی از هنر کلاغایی به نمایش گذاشته شده است. در طبقه دوم، فرش شکی، انواع لوازم قالی‌سازی، کتاب «تاریخ خان‌های شکی» عبداللطیف افندی و ادبیات مکتوب دورهٔ خانات شکی، نمونه‌ای از ارسی‌ها، سکه‌های مورد استفاده در دوره خانات شکی در قرن ۱۸ و نمونه‌هایی از سلاح‌های قرن ۱۸–۱۹ نمایش داده شده است.
یک اتاق مهمان در طبقه دوم وجود دارد. در این بخش، آلات موسیقی عود مورد استفاده در مجالس ادبی خانِ شکی محمدحسین خان مشتاق، صفحه شطرنج محمدحسین خان، ماکت تاج و تخت محمدحسین خان که در سال‌های ۲۰۱۴ تا ۲۰۱۵ بر اساس تصاویر موجود در منابع تاریخی ساخته شده، لباس خان که بر اساس تصاویر مینیاتوری در کاخ خان شکی ساخته شده و پرچم جنگ خانات شکی و سلیم خان که در قرن هجدهم استفاده می‌شده است، ارائه می‌شود.
در ۲ دسامبر سال ۲۰۲۲، مجموعه مسجد شکی خان پس از مرمت افتتاح شد. در همان روز مسجد برای عبادات مذهبی نیز افتتاح شد.

## معماری
طول مسجد ۴۵ و عرض آن ۱۰ است. مناره ۲۱ متری مسجد با استفاده از آجر پخته و ملات آهک ساخته شده است. در ساخت آن از مصالح ساختمانی محلی مانند سنگ رودخانه، آجر پخته، آهک، کاشی، بلوط، راش و صنوبر استفاده شده است. مسجد دارای یک گلدسته قوسی شکل و یک مناره است. در کنار مسجد قبرستان خان قرار دارد. خان‌های شکی، اعضای خانواده و بستگان آنها در اینجا دفن شده‌اند.

## تصاویر

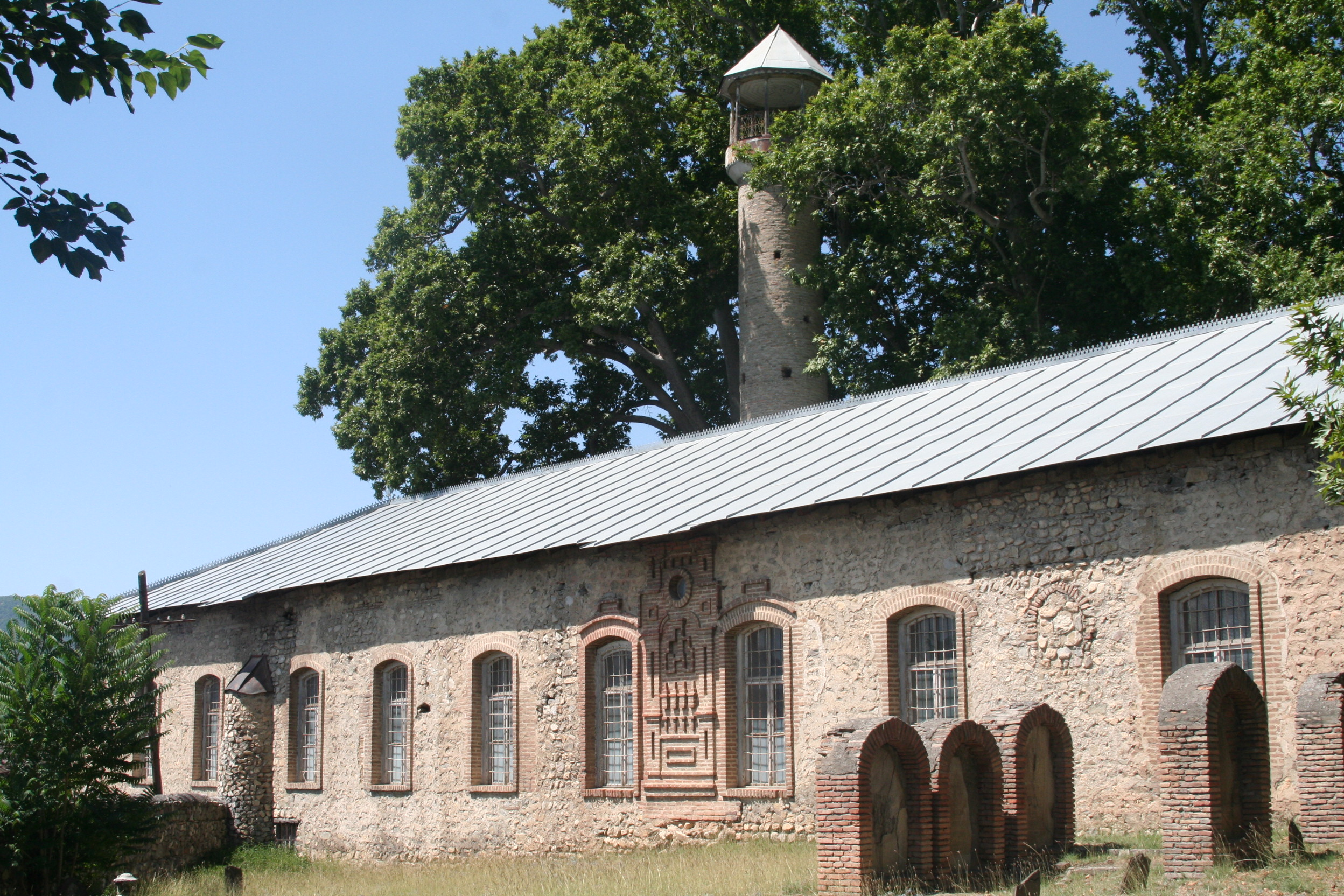
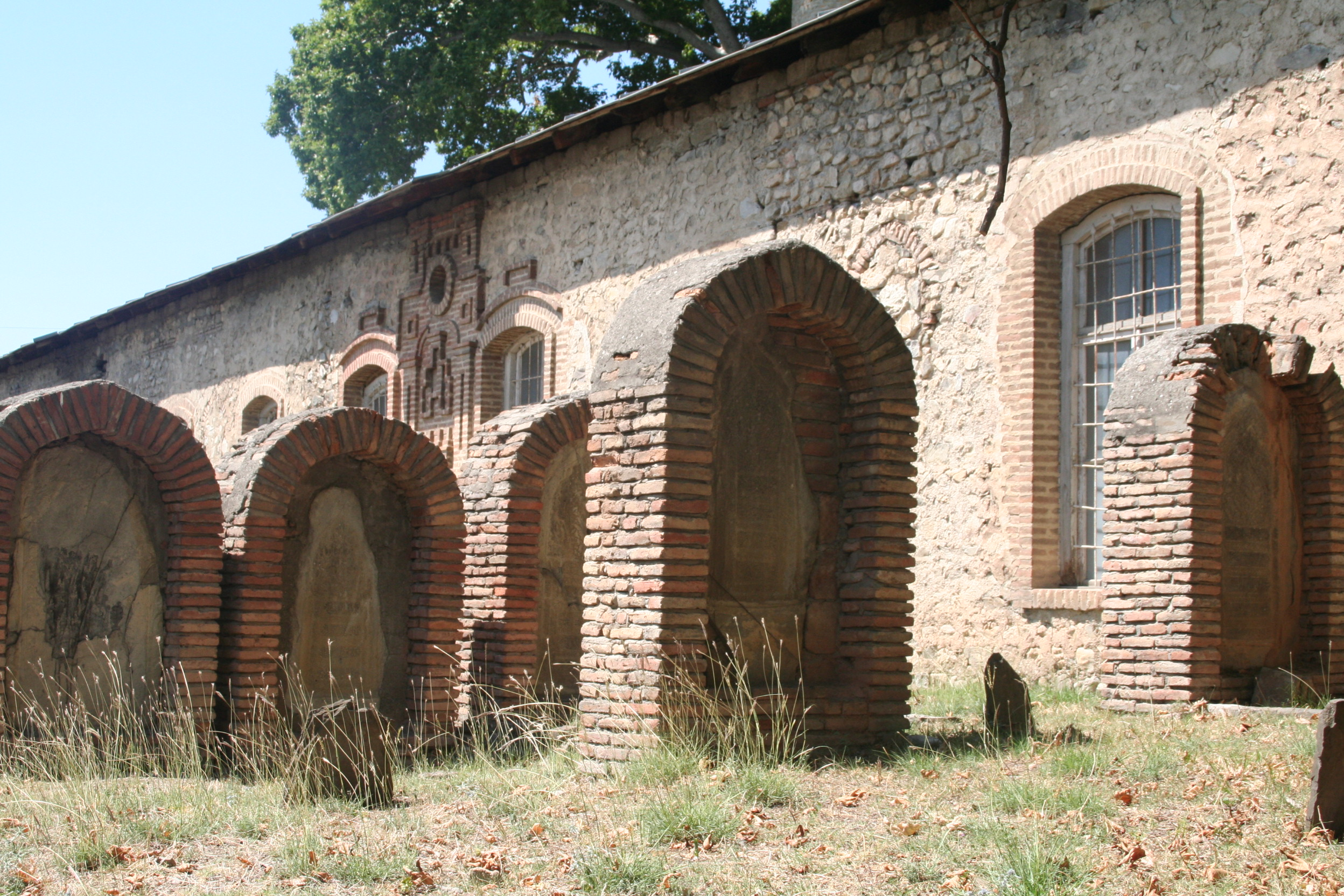
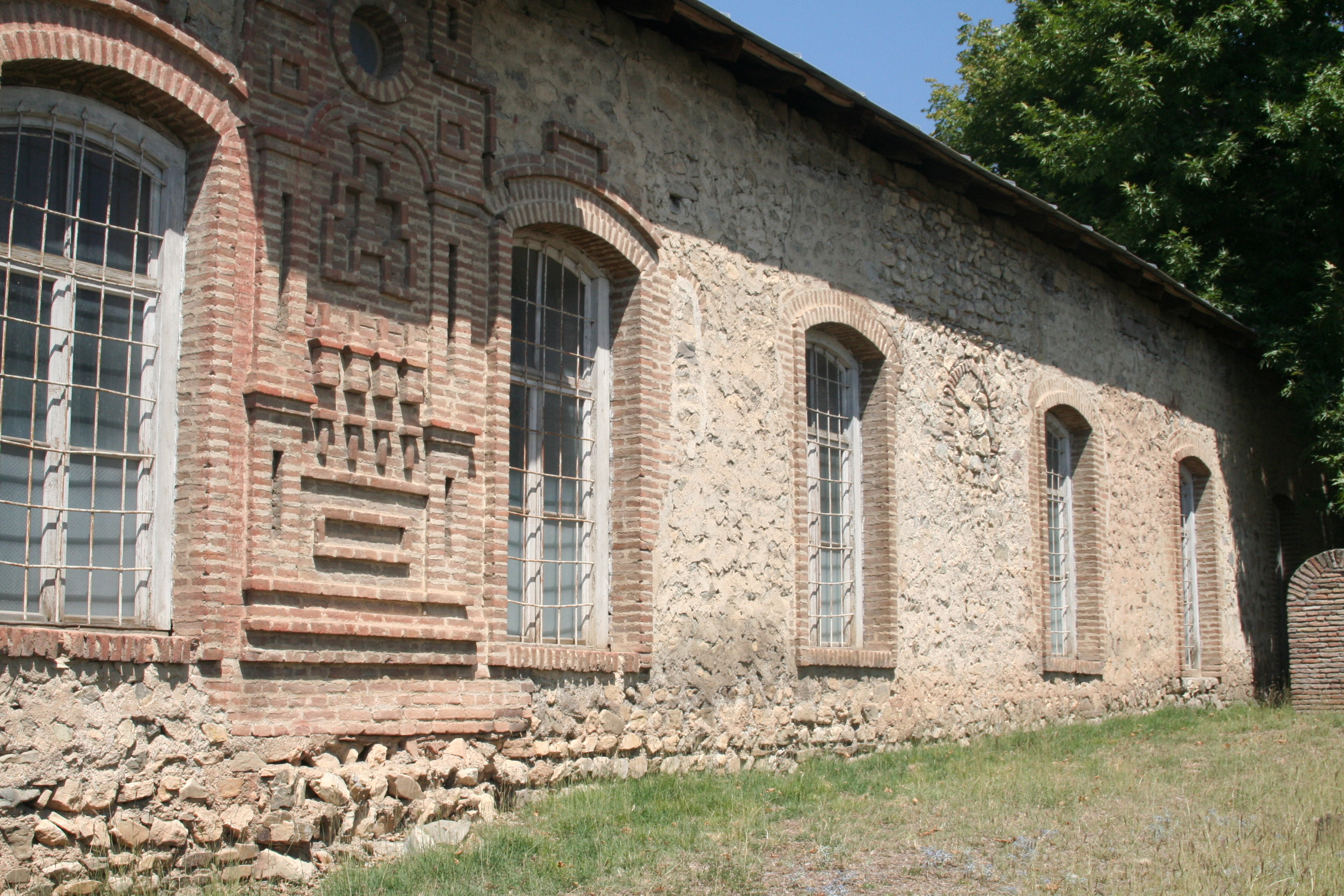
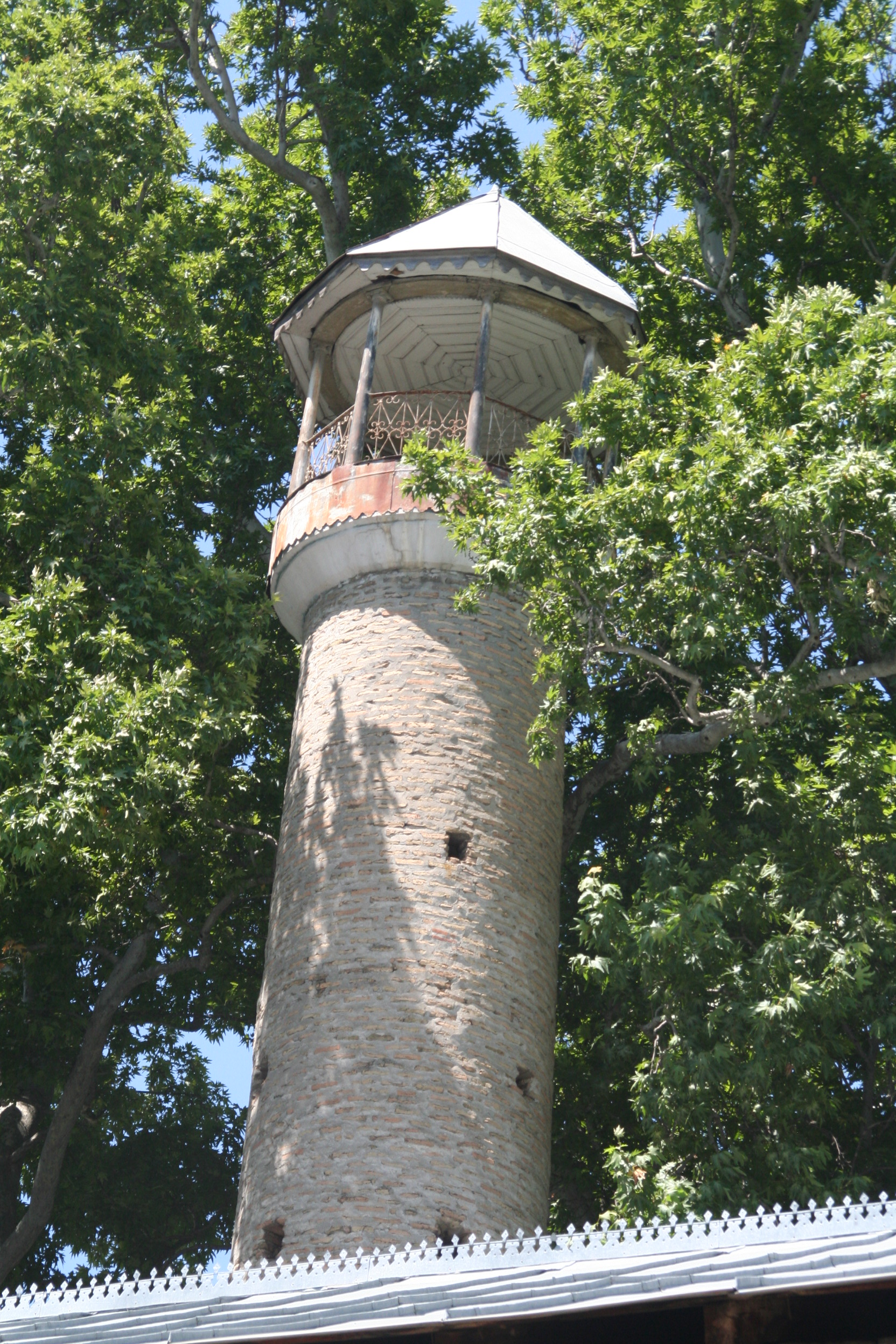
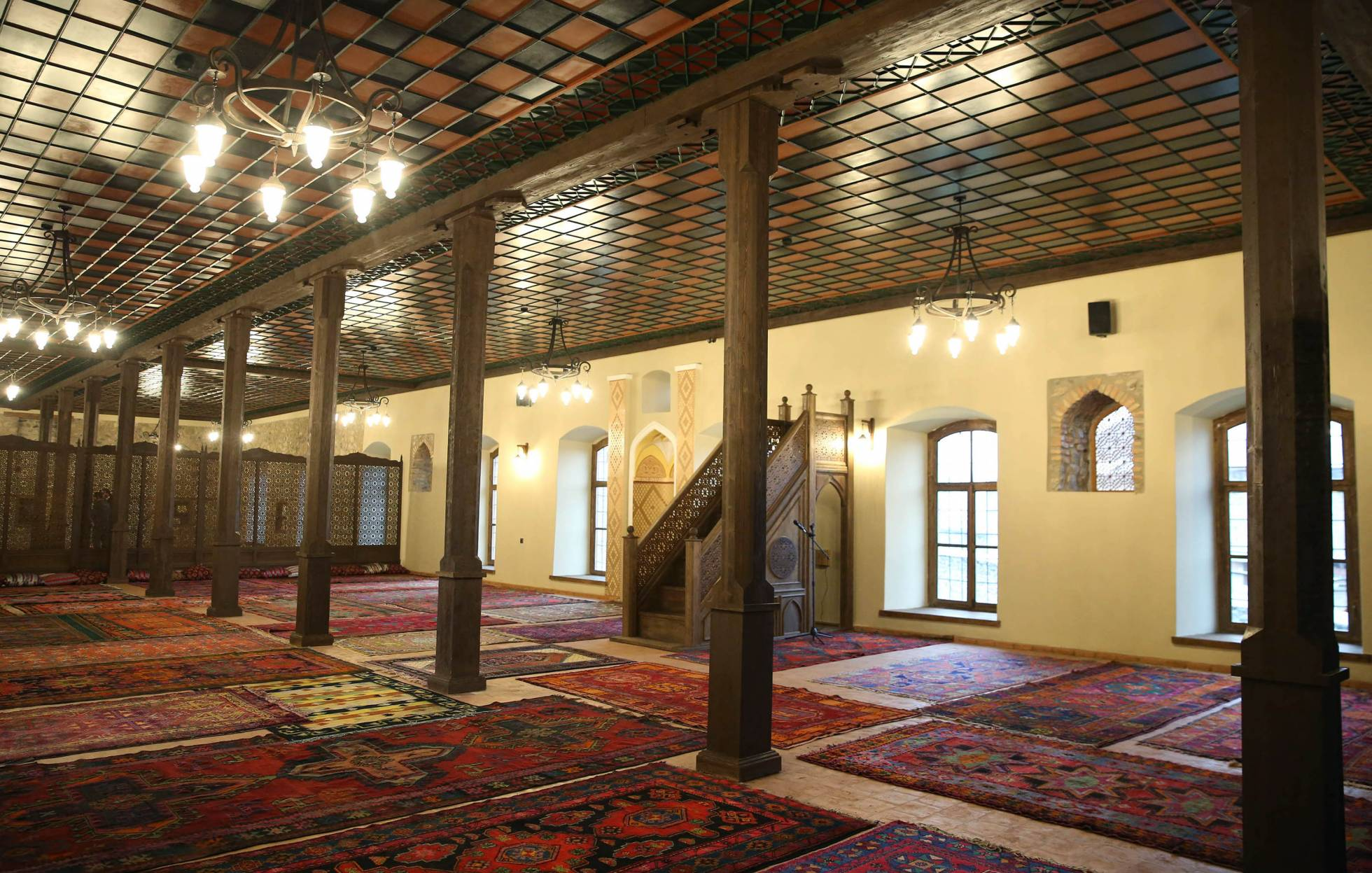